# Carlos Gutiérrez Ballesteros
Pour les articles homonymes, voir Carlos Gutiérrez et Gutiérrez.
Gutiérrez  Ballesteros est un nom espagnol. Le premier nom de famille, en général paternel, est Gutiérrez ; le second, en général maternel, souvent omis, est Ballesteros.
Carlos Alberto Gutiérrez Ballesteros, né le 25 août 1995 à Curití, est un coureur cycliste colombien.

## Biographie
Carlos Gutiérrez est originaire de Curití, une ville colombienne située dans le département de Santander,. Dès son plus jeune âge, il s'intéresse au vélo grâce à son père, qui l'emmène voir ses premières courses cyclistes. Il commence à pratiquer ce sport par le VTT. 
En 2016, il se classe deuxième notamment d'une étape de la Vuelta de la Juventud, le Tour de Colombie des moins de 23 ans. Trois ans plus tard, il obtient une victoire et diverses places d'honneur dans des courses par étapes colombiennes. Il finit ensuite sixième du championnat de Colombie du contre-la-montre en 2020, derrière cinq cyclistes professionnels. 
Durant l'été 2021, il se classe deuxième de la Clásica de Girardot, tout en ayant remporté le prologue. Lors de la saison 2022, il termine deuxième du Tour du Costa Rica, après s'être imposé sur une étape. Il s'agit de sa première victoire acquise sur une compétition inscrite au calendrier de l'UCI. La même année, il est deuxième d'une étape du Tour du Guatemala, ou encore neuvième du Tour de l'Équateur, avec l'équipe Banco Guayaquil-Ecuador. Sur l'édition 2023 du Tour de Colombie, il finit dixième d'une étape de montagne et huitième du contre-la-montre final. 
En mars 2024, il monte sur la troisième marche du podium au championnat de Colombie de VTT cross-country marathon. 

## Palmarès sur route

### Par année
- 2019
  - 1re étape de la Clásica Ciudad de Soacha (contre-la-montre)
- 2021
  - Prologue de la Clásica de Girardot
  - 2e de la Clásica de Girardot
- 2022
  - 8e étape du Tour du Costa Rica
  - 2e du Tour du Costa Rica
- 2023
  - 3e étape de la Vuelta a Nariño
- 2025
  - 2e étape de la Clásica Ciudad de Huaca

### Classements mondiaux
| Année            | 2020 | 2021 | 2022 | 2023 |
| ---------------- | ---- | ---- | ---- | ---- |
| UCI America Tour | 153e |      |      | 165e |

## Palmarès en VTT

### Championnats nationaux
- 2024
  - 3e du championnat de Colombie de cross-country marathon